# PanzerKeil - A Cunha Blindada
"PanzerKeil, ou comumente conhecida como "A Cunha Blindada", foi uma formação tática de ofensiva, desenvolvida pelas Forças Blindadas Alemãs na Segunda Guerra Mundial.
Esta formação foi criada na Frente Oriental para fazer frente as formações defensivas Soviéticas, conhecidas por PakFront(Protivotankovni Rezerv, ou Frente Antitanque).

## Conceito

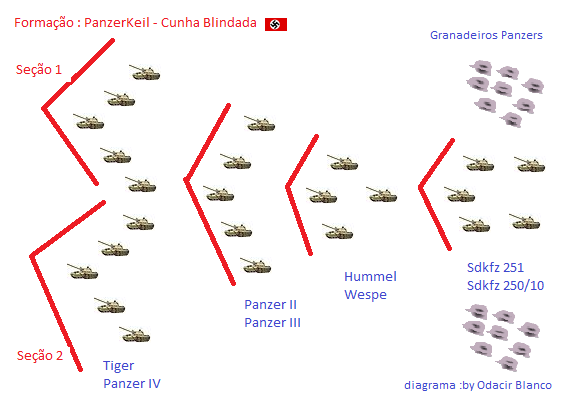
A Cunha Blindada

Os tanques formavam uma espécie de cunha utilizando o conceito da Formação em "V" (BreitKeil). Embora fosse uma formação clássica, permitia que as unidades se cobrissem mutuamente e avançassem para envolver os flancos dos defensores e explorar as brechas que se produziam.
Os veículos mais potentes ocupariam as frente e os flancos ( Tiger e Panzer IV). Os mais leves ao centro, onde ficariam mais protegidos (Panzer II e III). Os Granadeiros Panzers seguiriam a distância, a bordo de semi-lagartas (SdKfz 250/10, Sd.Kfz. 251), para consolidar as posições inimigas de pois que conseguissem avançar.

A vantagem do panzerkeil era que os artilheiros antitanques soviéticos eram sempre forçados a ajustar constantemente suas baterias, devido principalmente à profundidade da formação. Além disso, os Tigers e Panzers fortemente blindados, podiam suportar os impactos do fogo antitanque, deixando os tanques mais vulneráveis à segurança contra o fogo inimigo.